# 이와오 겐
이와오 겐(일본어: 岩尾 憲, 1988년 4월 18일 ~ )는 일본의 축구 선수이다.

## 구단 경력
그는 2011년부터 J리그의 쇼난 벨마레, 미토 홀리호크, 도쿠시마 보르티스, 우라와 레즈에서 뛰었다.